# Pycnogonum reticulatum
Pycnogonum reticulatum is een zeespin uit de familie Pycnogonidae. De soort behoort tot het geslacht Pycnogonum. Pycnogonum reticulatum werd in 1948 voor het eerst wetenschappelijk beschreven door Hedgpeth. 